# Justin Ballay Mégot
Justin Ballay Mégot – kongijski polityk, były ambasador Konga w NRD, Czechosłowacji i Polsce. W latach 2002–2005 pełnił funkcję delegata ministerstwa ds. współpracy na rzecz rozwoju oraz Międzynarodowej Organizacji Frankofonii w ministerstwie spraw zagranicznych, w latach 2005–2007 pełnił stanowisko ministra ds. współpracy i rozwoju.

## Życiorys
Justin Ballay Mégot był ambasadorem Konga w Niemczech Wschodnich, Czechosłowacji i Polsce. 18 sierpnia 2002 roku został powołany w skład rządu, na stanowisku delegata ministerstwa ds. współpracy na rzecz rozwoju oraz Międzynarodowej Organizacji Frankofonii (fr. Ministère Délégué de la Coopération au Développement et de la Francophonie), podlegającego Ministrowi Spraw Zagranicznych. 7 stycznia 2005 roku objął stanowisko ministra ds. współpracy i rozwoju (fr. Ministre à la Présidence, chargé de la Coopération au Développement), a 3 marca 2007 roku, stanowisko ministra ds. integracji subregionalnej i NEPAD (fr. Ministre à la présidence, Chargé de l’Intégration sous régionale et du NEPAD), kadencja rządu zakończyła się 15 września 2009 roku.
29 maja 2012 roku został powołany na członka Trybunału Konstytucyjnego Konga (fr. Cour Constitutionnelle).